# Flora Graiff
Flora Graiff (Merano, 26 agosto 1959) è una disegnatrice, pittrice e scrittrice italiana.
Disegnatrice, pittrice, restauratrice, autrice di radiodrammi Rai, favole e racconti per ragazzi. È stata anche editrice di libri di pregio. Il suo nome è legato soprattutto al personaggio Kako, il protagonista della strip di sua creazione lanciato nel 1988 da Linus.

## Biografia
Studia restauro a Firenze e frequenta la facoltà di Lettere a Trento.
Nel 1985 avvia la collaborazione con la Rai come autrice di radiodrammi e di programmi televisivi.
Nel 1987 è iscritta all'Ordine dei Giornalisti del Trentino-Alto Adige, elenco Pubblicisti.
Nel 1988 pubblica la strip Kako sulla storica rivista di fumetti Linus , e l'anno successivo sul mensile Snoopy. Con l'avvento di Internet, Flora Graiff rilancia la sua strip
facendo entrare nel repertorio del bimbo impertinente, con un linguaggio accessibile e divertente, anche i grandi temi di attualità economica e sociale: la precarietà dei nuovi posti di lavoro, l'inquinamento ambientale, le guerre nel mondo. Con la versione web, Kako vive una seconda giovinezza e, grazie all'apprezzamento dimostrato dai millennials, diventa uno dei fumetti più scaricati nel nuovo formato.
Collabora con il quotidiano l'Adige pubblicando vignette satiriche in prima pagina e ritratti di scrittori nella sezione cultura.
Nel 1989 crea il ranocchio Froggy, mascotte degli operatori ecologici della Provincia Autonoma di Trento, e, nel 1993, Mariarosa, la formica risparmiosa con i guanti gialli protagonista di Alla scoperta di un tesoro, Guida illustrata al risparmio per i ragazzi della scuola dell'obbligo.
A Trento, sotto la guida del maestro Remo Wolf, perfeziona la tecnica della xilografia.
Nel 1991, con il marito Lillo Gullo, poeta, scrittore e giornalista Rai, fonda la casa editrice La Corda Pazza Edizioni con cui dà alle stampe Rondò della felicità, racconto inedito di Gesualdo Bufalino con tre acqueforti originali di Piero Guccione.

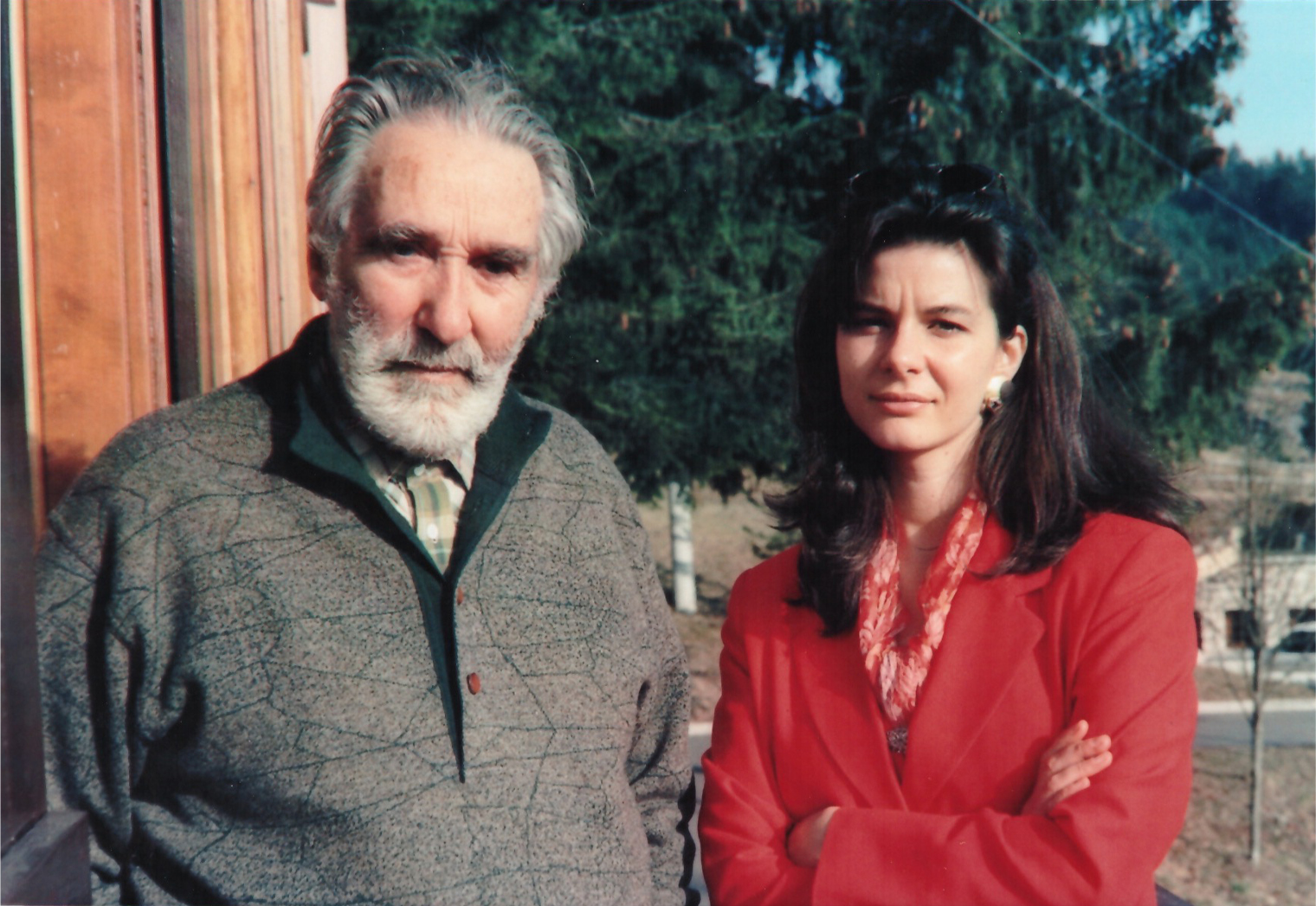
Flora Graiff con Mario Rigoni Stern nella casa dello scrittore ad Asiago (1993)

Sempre per i tipi de La Corda Pazza, nel 1993 pubblica Le voci del Trentino di Mario Rigoni Stern con xilografie originali di Remo Wolf.
A partire dal 1998, entra nel "cenacolo" del Pulcinoelefante, la piccola casa editrice di culto di Alberto Casiraghi, il "panettiere degli editori", per cui realizza pastelli per plaquettes tirate a mano in pochi esemplari con inediti di Salvatore Quasimodo, Ezra Pound, Marina Cvetaeva, Dario Bellezza, Alda Merini.
Nel 2002 Alda Merini dedica a lei e al marito Lillo Gullo la poesia Amore scritta espressamente per loro. Pubblicata inizialmente in pochi esemplari per i tipi del Pulcinolelefante, la poesia è poi confluita in due distinte raccolte di Alda Merini: Il maglio del poeta, Manni Editore, e Clinica dell'abbandono, Einaudi.
Nel 2002 Flora Graiff espone i suoi pastelli alla mostra Il Pulcino in America, SoFa Gallery Indiana University, Bloomington.
Nel 2008 partecipa ai Parallel events to Manifesta 7 con una mostra di fotopastelli allestita nella cappella Sant'Antonio di Castel Toblino, in Trentino, con la presentazione del critico d'arte Luca Beatrice.
Nel settembre 2023 entra a far parte del gruppo di autori titolari di una rubrica fissa su Trentino Mese, magazine cartaceo e online di attualità, opinioni e cultura. Nella sua rubrica, Favole a colori, Flora Graiff pubblica ogni mese una favola illustrata di sua creazione.

## Pubblicazioni
Cataloghi Kako

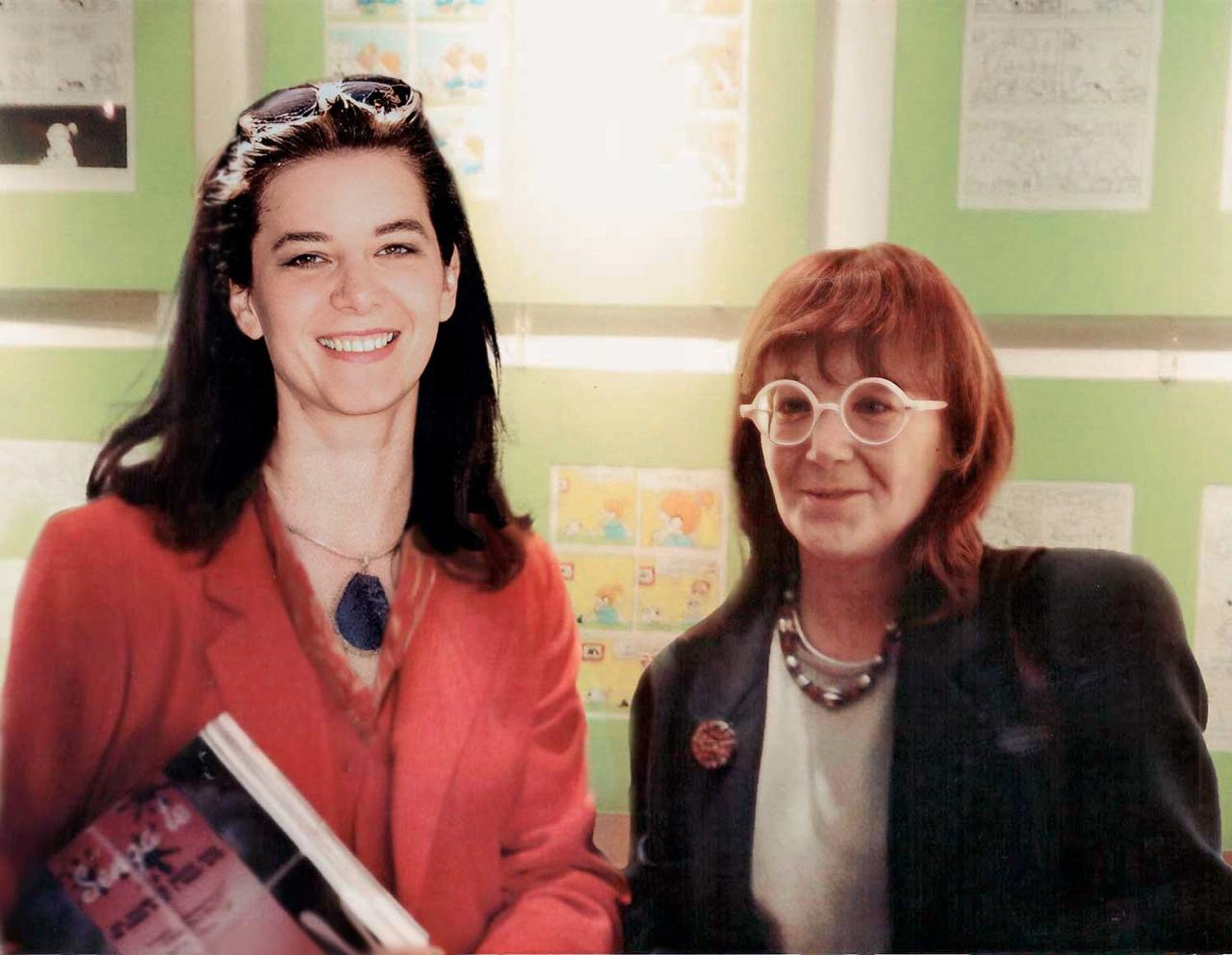
Flora Graiff con la direttrice di linus Fulvia Serra alla mostra Senza te, una galleria di matite rosa per ridere di sé e degli altri, Sesto San Giovanni (1993)

- AA.VV., Le donne ridono: Madri e figlie, Disegnatrici satiriche italiane, a cura di Cristina Casanova e Luciana Tufani, Catalogo della III Biennale dell'Umorismo, edito da Leggere Donna, Centro Documentazione Donna, Associazione Internazionale GEA, Ferrara, settembre 1989

- AA.VV., Le donne ridono: Chi trova un'amica, Disegnatrici satiriche italiane, a cura di Maureen Lister e Luciana Tufani, Catalogo della IV Biennale dell'Umorismo a Ferrara, edito da Leggere Donna, Centro Documentazione Donna, Ferrara, agosto 1991
- AA.VV., Senza te, una galleria di matite rosa per ridere di sé e degli altri, Presentazione di Fulvia Serra, direttrice di Linus, catalogo della mostra ospitata nei comuni di Rozzano, Opera, San Donato Milanese, Sesto San Giovanni, edito dal Comune di Rozzano, marzo 1993
- AA.VV., Atlante delle guerre e dei conflitti del mondo, a cura di Raffaele Crocco, Quarta edizione, Terra Nuova Edizioni, 2013
- AA.VV., Atlante delle guerre e dei conflitti del mondo, a cura di Raffaele Crocco, Sesta edizione, Terra Nuova Edizioni, 2015

Cataloghi Pastelli e Fotopastelli
- Flora Graiff, Flora Graiff. Pastelli, presentazione di Enrico Crispolti, architettura grafica di Giulio Andreolli, Nicolodi, Rovereto (TN), 2002.
- Lillo Gullo e Flora Graiff, Beati. On the road in the room. Aforismi e fotopastelli, prefazione di Luca Beatrice, con una poesia di Alda Merini dedicata agli autori, Edizione Stella,[17] Rovereto (TN), 2008. ISBN 88-8446-185-5

Plaquettes con Pulcinoelefante
- Lillo Gullo, Cielo e mare, pastello di Flora Graiff, n. 2767, 25 esemplari, novembre 1998, Osnago
- Lillo Gullo – Flora Graiff, The River, translation by Giovanna Covi, n. 3898, 25 esemplari, agosto 2000, Osnago
- Alda Merini, Gelosia, pastello di Flora Graiff, n. 4024, dicembre 2000, Osnago
- Lillo Gullo – Flora Graiff, La porta lillà, n. 4379, luglio 2001, Osnago
- Alda Merini, Dolcezza, mano di Flora Graiff, 4381, luglio 2001, Osnago
- Flora Graiff – Lillo Gullo, La tavolozza degli occhi, n. 4672, febbraio 2002, Osnago
- Lillo Gullo – Flora Graiff, Per Vanni Scheiwiller. Una poesia, un fiore, n. 4782, aprile 2002, Osnago
- Dario Bellezza, Una Poesia, pastello di Flora Graiff, n. 4875, luglio 2002, Osnago
- Flora Graiff, Amor di betulla (frammento di Marina Cvetaeva), n. 4998, 33 esemplari, ottobre 2002, Osnago
- Alda Merini, La visitazione dell'angelo, Pastello di Flora Graiff, n. 5329, 40 esemplari, luglio 2003, Osnago
- Salvatore Quasimodo, Parola, pastello di Flora Graiff, n. 5331, 33 esemplari, luglio 2003, Osnago
- Alberto Casiraghy, Il cielo, pastello di Flora Graiff, 33 esemplari, n. 5539, gennaio 2004, Osnago
- Alda Merini, La nuvola, Pastello di Flora Graiff, 33 esemplari, n. 5540, gennaio 2004, Osnago
- Ezra Pound, Frammento, traduzione di Mary de Rachewiltz, pastello di Flora Graiff, n. 5541, gennaio 2004, Osnago

## Mostre

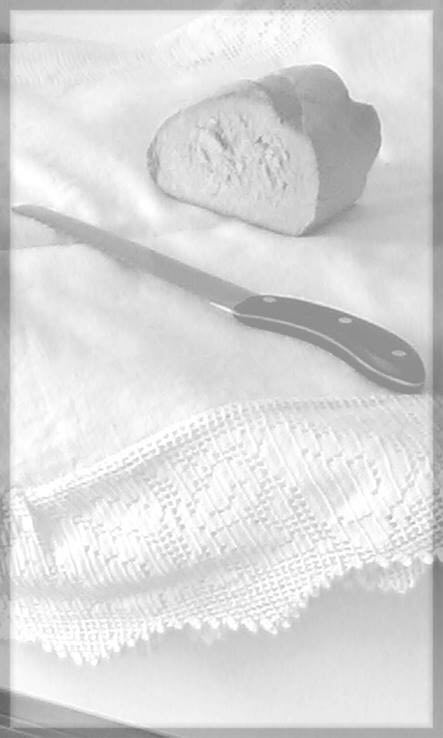
Flora Graiff, fotopastello Pane di spada

- Le donne ridono: madri e figlie, III Biennale dell'Umorismo, Ferrara, settembre 1989
- Le donne ridono: chi trova un'amica, IV Biennale dell'Umorismo, Ferrara, agosto 1991
- Senza te, una galleria di matite rosa per ridere di sé e degli altri, a cura di Fulvia Serra direttrice di linus, comuni di Rozzano, Opera, San Donato Milanese, Sesto San Giovanni, marzo 1993
- Lo sguardo delle mani, presentazione di Fabio Cavallucci, direttore Galleria Civica di Arte Contemporanea di Trento, Show-room-factory Cappelletti Arredi, Trento, dicembre 2005
- Beati. On the road in the room. Aforismi e fotopastelli, presentazione di Luca Beatrice, evento collaterale a Manifesta 7, Biennale Europea di Arte Contemporanea, cappella di Sant'Antonio di Padova, Castel Toblino, Trentino, luglio-agosto 2008

## Riconoscimenti
- 2015 Frontiere - Grenzen, 8ª edizione Premio Letterario delle Alpi, segnalato il racconto illustrato Valentina e il bosco alfabetico